# Tenasdá
Tenasdá är en ort i Mexiko.   Den ligger i kommunen Amealco de Bonfil och delstaten Querétaro Arteaga, i den sydöstra delen av landet, 120 km nordväst om huvudstaden Mexico City. Tenasdá ligger 2 445 meter över havet och antalet invånare är 641.
Terrängen runt Tenasdá är kuperad åt sydost, men åt nordväst är den platt. Runt Tenasdá är det ganska tätbefolkat, med 120 invånare per kvadratkilometer. Närmaste större samhälle är Gunyo Poniente, 13,5 km öster om Tenasdá. I omgivningarna runt Tenasdá växer i huvudsak blandskog.